# 코낭
코낭(프랑스어: Conand)은 프랑스 오베르뉴론알프 레지옹의 앵주에 위치한 코뮌이다.
코낭의 주민 명칭은 코낭데 (Conandais)이다.

## 지리

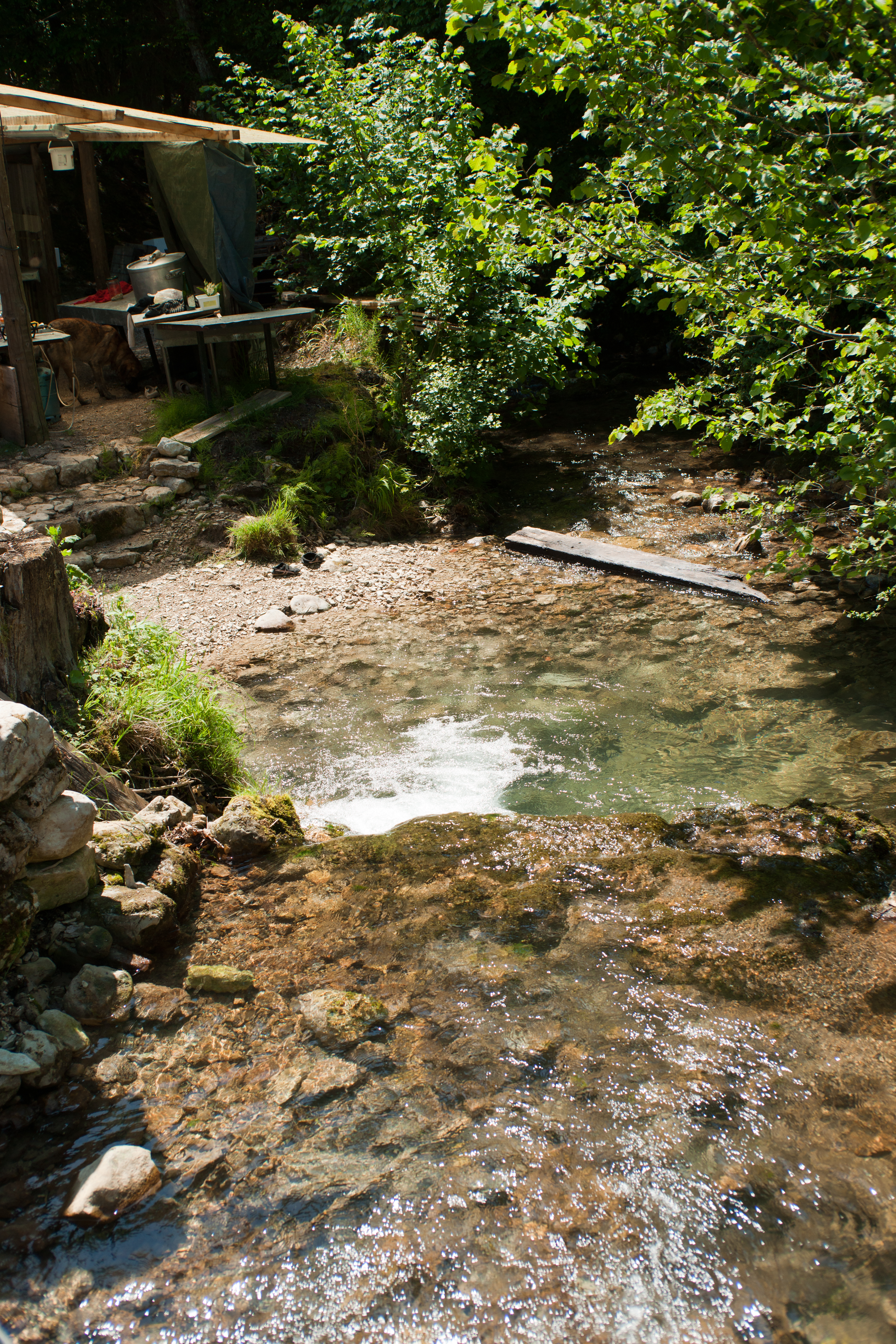
코낭의 칼린 계곡

벨레 아롱디스망에 속하며, 캉통으로는 앙베리외앙뷔제 캉통의 관할구역이다. 칼린 계곡에 마을이 위치해 있다.

## 역사
13세기 포르트의 카르투시오회 수도원이 관할하는 농촌 마을로 이름이 전해져 내려온다.
원래는 읍내가 아랑다 코뮌에 속해 있었으나, 1865년 10월 4일 별도의 코뮌으로 분리되었다.

## 문화
- 제빵소
- 로마네스크 양식의 교회

## 같이 보기
- 앵주의 코뮌 목록